# Duboisia
Duboisia ist eine Pflanzengattung mit vier bekannten Arten aus der Familie der Nachtschattengewächse. Sie wurde 1810 von Robert Brown erstmals beschrieben. Der Name ehrt den britischen Handelsmann und Unterstützer der Botanik Charles du Bois (1656–1740).

## Beschreibung
Duboisia sind kleine Sträucher (Duboisia hopwoodii) von 1,5 bis 4 Metern Höhe oder Bäume (Duboisia myoporoides, Duboisia leichhardtii) mit bis zu 24 Metern Höhe. Zwei Arten weisen korkartige Rinde auf, das Holz der Pflanzen ist sehr leicht. 
Die Blätter sind 2 bis 15 cm lang, länglich eiförmig, eiförmig-elliptisch oder linear, selten auch oval oder eng elliptisch. Die Blütenstände sind stark verzweigt, grob pyramidenartig oder eng aufgebaut; bis zu 15 cm lang. Die Blüte sitzt an einem Blütenstiel von 1,5 bis 16 mm Länge. Der glockenförmige Blütenkelch hat eine Länge von 1,5 bis 4,5 mm, seine Kelchzähne sind deutlich kürzer als die Röhre. Die Blüte ist glocken- bis trichterförmig und 4 bis 19 mm lang. Die Zipfel der Blütenkrone sind langgestreckt und schmal; meist etwas kürzer oder genau so lang wie die Röhre. Die vier (manchmal fünf) Staubblätter haben zwei verschiedene Längen, ab und zu tritt ein verkümmertes Staminodium auf. Die Antheren sind 0,5 bis 1 mm lang. Die Narbe ist zweilappig oder zweigeteilt.
Aus den befruchteten Blüten entstehen violett-schwarze Beeren mit einer Größe von 4 bis 5 mm (zum Teil auch bis 8 mm), sie sind rund oder leicht abgeflacht, selten ellipsoid. Die Beeren enthalten nur wenig Samen, meist nur zwei bis neun, selten bis zu 12. Die Samen sind 2,2 bis 2,3 mm lang, der Embryo ist leicht gekrümmt.

## Inhaltsstoffe
Die Pflanzen enthalten giftige Alkaloide wie Scopolamin, Hyoscyamin, Duboisin und Piturin. Aus Scopolamin wird synthetisch der pharmazeutische Wirkstoff Butylscopolamin gewonnen. 

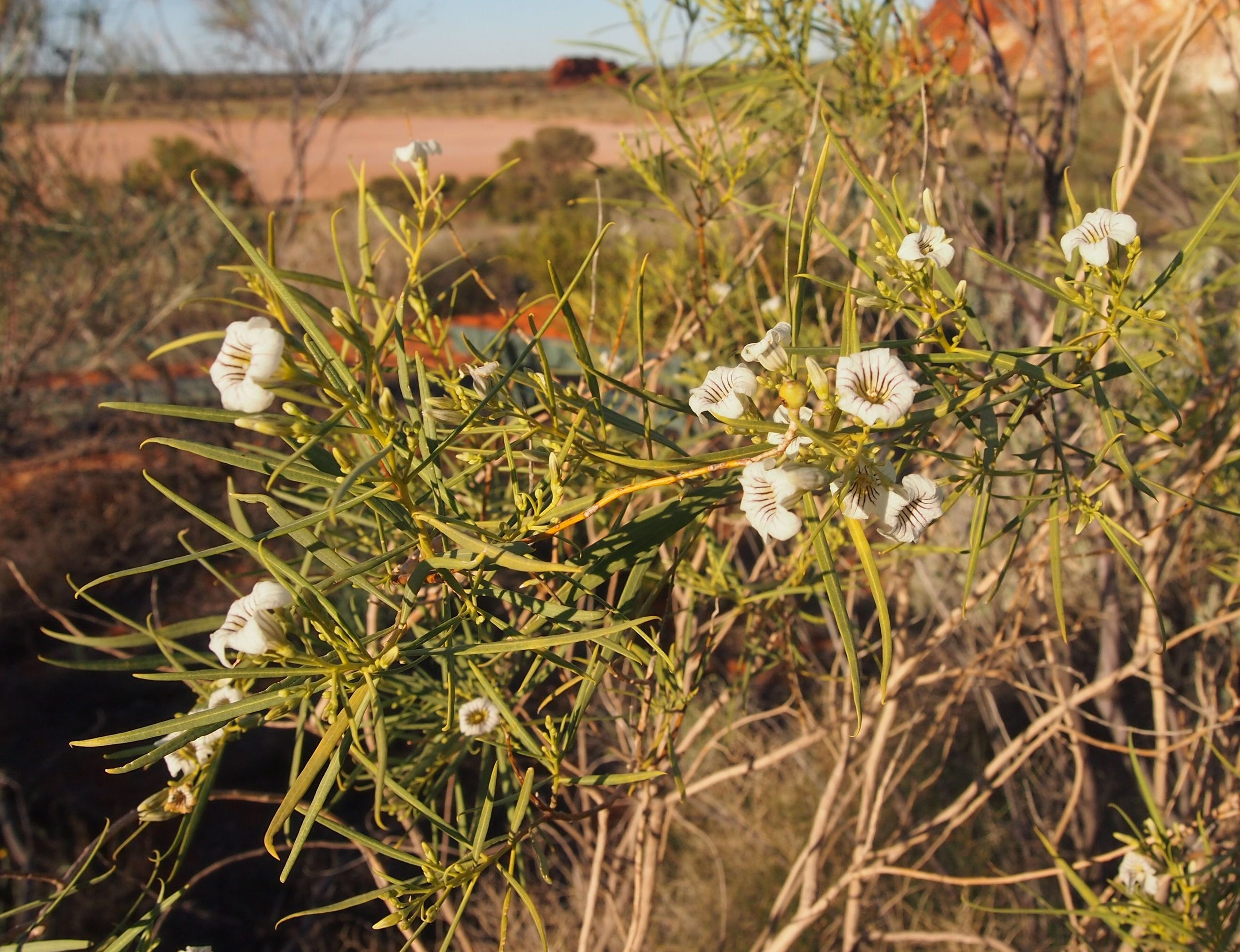
Duboisia hopwoodii

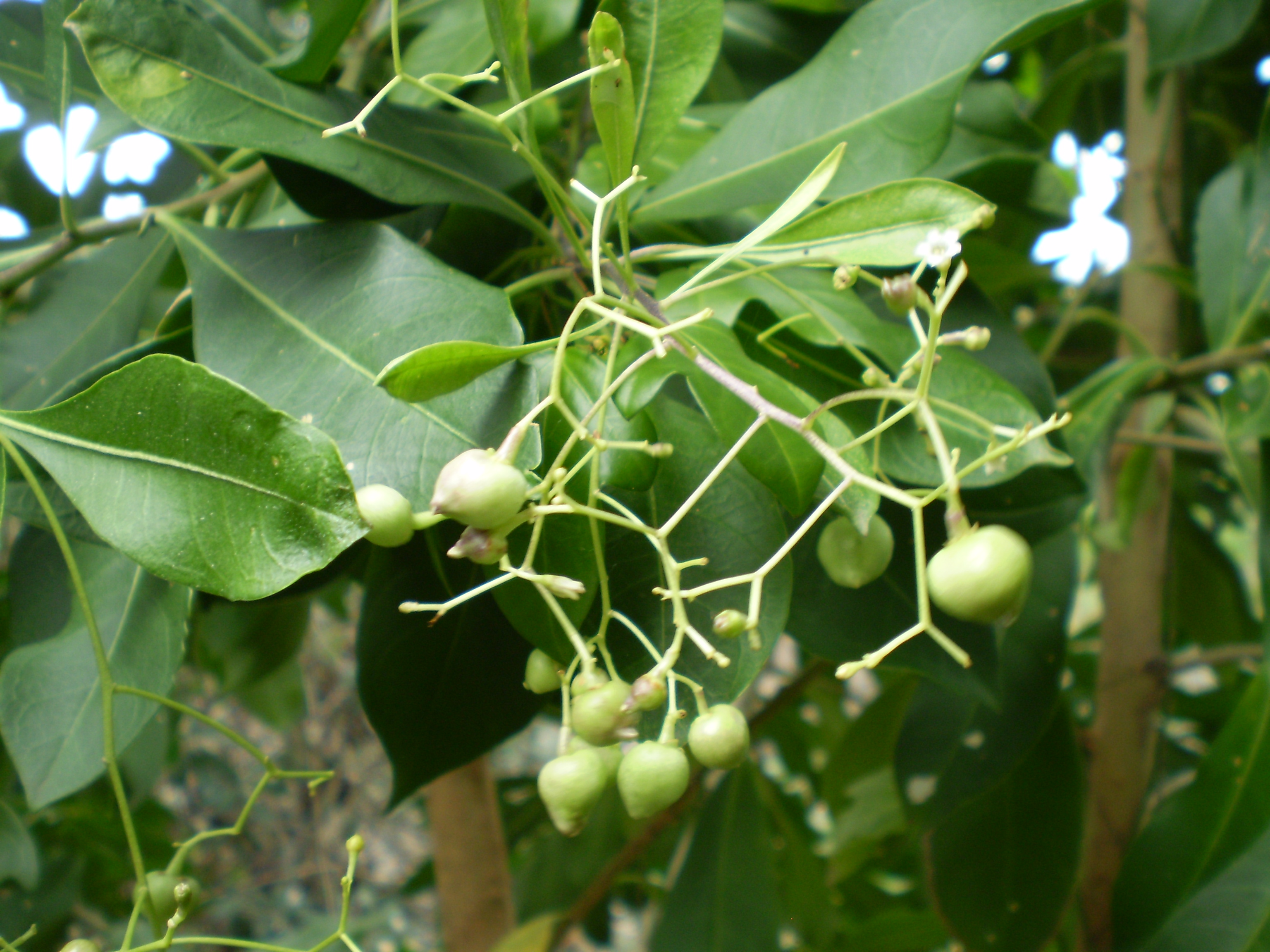
Duboisia myoporoides

## Vorkommen
Die Heimat der Duboisia ist Neukaledonien und Australien. Eine Hybride aus Duboisia myoporoides und Duboisia leichhardtii wird im südlichen Queensland zur Gewinnung von Scopolamin und Hyoscyamin kultiviert.

## Systematik
Innerhalb der Gattung werden vier Arten unterschieden:
- Duboisia arenitensis Craven, Lepschi & Haegi: Sie kommt im nördlichen Australien vor.[2]
- Duboisia hopwoodii (F.Muell.) F.Muell.: Sie kommt in Australien vor.[3]
- Duboisia leichhardtii (F.Muell.) F.Muell.: Sie kommt in Queensland vor.[3]
- Duboisia myoporoides R.Br.: Sie kommt in Australien, Neuseeland und Neukaledonien vor.[3]

Die Typusart ist Duboisia myoporoides.

## Nachweise